# Billy the Kid
 For alternative betydninger, se Billy the Kid (flertydig). (Se også artikler, som begynder med Billy the Kid)
Henry McCarty (23. november 1859 – 14. juli 1881) bedre kendt som Billy the Kid, men også kendt under aliaserne Henry Antrim og William Harrison Bonney. Han var en af Det Vilde Vestens mest berygtede lovløse, og han medvirkede i Lincoln County Krigen. Hans ry sagde, at han havde dræbt 21 mænd, én for hvert år.
The Kid var 173 cm høj, havde blå øjne og fremstående fortænder. Det siges, at han var meget venlig og præsentabel sommetider, men han kunne også være hærdet og beslutsom. Dette gjorde ham til en meget farlig lovløs, kombineret med hans pistolfærdigheder og listighed.

## Tidlige år
Billy blev født i 1859 i New Yorks fattigkvarter i Allen Street i den sydlige del af det østre Manhattan. Hans forældre var af irsk afstamning, men deres navne—udover efternavnet McCarty—vides ikke med sikkerhed. Variationer af hans forældres navne inkluderer: Catherine McCarty eller Katherine McCarty Bonney til hans mor og William Bonney eller Patrick Henry McCarty til hans far. Da han var tre år, flyttede familien fra fattigkvarterene og vestover til Coffeyville, Kansas. Da faderen døde i en ung alder (omkring slutningen af den amerikanske borgerkrig), giftede moderen sig i kort tid efter med minearbejderen William Antrim i 1873, som hun havde kendt siden 1868. Sammen flyttede de til Silver City, New Mexico efter adskillige år med at flytte frem og tilbage i landet med Henry og dennes halv-broder Joseph. Antrim fik småjob som bartender og tømrer, men blev hurtigt mere interesseret i at grave i guldminer, end i sin kone og stedsønner. Til trods for det kaldte den unge McCarty sig nogle gange "Antrim" ved efternavn. Gift med en aldrig nærværende mand måtte McCartys mor blive leder på et plejehjem, så hun kunne forsørge sine to sønner. Hun var ramt af tuberkulose, selvom hun blev anset af hendes pensionærer og naboer som en "munter irsk dame dame, fuld af liv og og gale streger." Der var meget lidt skolegang i McCartys liv, og han hjalp til med at passe pensionatet, som hans mor drev. Det følgende år, den 16. september 1874, døde moderen, og i en alder af 17 var McCarty tvunget til at finde arbejde på et hotel. Direktøren var imponeret af drengen og var stolt af, at han var den eneste dreng, der nogensinde havde arbejdet for ham uden at stjæle noget. Hans skolelærere sagde, at den unge forældreløse knægt slet ikke var til lige så meget besvær som en normal dreng og altid var hjælpsom til huslige pligter omkring skolebygningen.

## På kant med loven
Efter at være havnet i et slagsmål med en mand, der havde forulempet moderen og fået hjælp af en anden mand ved navn Moulton, gengældte Billy tjenesten tre uger senere, da Moulton deltog i et voldsomt slagsmål og Billy stak en af hans modstandere ned med en lommekniv; den samme mand som havde forulempet moderen. En anden og måske mere sandsynlig version af Billys lovløse debut var, at han den 23. september 1875 blev arresteret for i sjov at have stjålet en bunke klæder fra et kinesisk vaskeri, men han undslap ved at kravle op af fængelsskorstenen i County Jail. Efter dette levede Bonney på flugt fra myndighederne.

## Lincoln County Cattle War
Fra 1878 deltog han i krigen i New Mexico – den såkaldte Lincoln County War, hvor rivaliserende nybyggergrupper klagede over, at den store kvægfarmer John Chisum monopoliserede den store Pecos Vally-prærie og fortrængte alle andre, som havde en lovlig grund til at være der. Striden blev voldelig, men Billy spillede lidt på begge heste og støttede snart den ene del og snart den anden med sin egen 14-mands store bande. I tillæg fordrev de tiden med udstrakt smugling i ly af krigen. Billy blev kontaktet af New Mexicos guvernør Lew Wallace, som forsøgte at få ham til at vidne i stridighederne og at få ham på rette veje.

## Fanget og dødsdømt
Den 21. december 1880 blev han taget til fange af sheriffen Pat Garrett, og den 8. april 1881 blev han dømt til døden i byen Santa Fe for mordet på sheriffen William Brady. Det lykkedes ham at flygte ved at få fat i et våben og dræbte Garrets to medhjælpere, der skulle passe på ham, mens galgen blev bygget.

## Dræbt
Perioden på fri fod blev imidlertid ikke langvarig, efter mindre end tre måneder blev han dræbt af Garrett, som havde fundet ud af, hvor Billy opholdt sig og sneg sig ind i huset om natten, hvor han i et baghold skød den ubevæbnede Billy.

## Pat Garrett
Garrett spiller en central rolle med hensyn til Billy the Kids eftermæle, ikke bare fordi han dræbte ham, men også fordi han er kilden til den legende, som siden har omgivet Billy the Kid. Garrett, en tidligere cowboy, hestepasser (og bartender), som blev sherif i 1880, kendte Bonney ganske godt fra årene før krigen i Lincoln County, hvor de havde omgået hinanden meget. Selve nedskydningen kunne Garrett måske have haft grund til at fremstille noget anderledes, end hvad den i virkeligheden var, og således gøre sit eget ry større ved at tillægge Billy store egenskaber. Det var muligvis derfor, at han udgav bogen «Billy the Kids virkelige liv», en skikkelig Westernskrøne, som beskrev Billy som både smuk, gavmild, ædel, stolt, men også nådesløs og hård. 
Det påstås, at Billy i sit korte liv dræbte 21 personer. I virkeligheden er der bare belæg for tre drab eller mord. Han anses alligevel for at være ansvarlig for fire dødsfald og yderligere fem i samarbejde med andre. Det lykkedes ham at flygte fra arrest og fængsel tre eller fire gange.

## Omtale
Billy the Kid blev beskrevet som lav og smidig, med blå øjne, glatte kinder og fremstående fortænder. Aviserne omtalte ham som kvik og omgængelig, og han havde nemt ved at smile. Der findes kun to fotografier af ham.
Legenden om Billy the Kid har været et populært motiv i romaner, sange og film, i første række amerikanske. Billy the Kid er portrætteret i adskillige film, herunder stumfilmen Billy the Kid fra 1911. Af senere film kan nævnes Pat Garret & Billy the Kid fra 1973 med countrystjernen Kris Kristofferson i rollen som William H. Bonney, og Bob Dylan som Williams ven Alias. Young Guns fra 1988 er løst baseret på legenden. 
Som westernlegende optræder Billy the Kid i tegneseriealbummene om Lucky Luke, hvor han er en lille og magtfuld dreng, der stjæler slik og drikker varm kakao. 
William Bonney er forlæg for Aaron Coplands ballet Billy the Kid fra 1938.